# Sandakan (district)
Sandakan is een district in de Maleisische deelstaat Sabah.
Het district telt 409.000 inwoners op een oppervlakte van 2300 km².